# Гимн Лесото
Лесото, земля отцов наших (сесото Lesōthō, fatše la bo ntata rōna, англ. Lesotho, land of our Fathers) — государственный гимн Лесото, написанный и утверждённый в 1967. Автором слов был французский миссионер Франсуа Куайяр, живший в XIX веке, написавший их на опубликованную в 1823 музыку Фердинанда-Самюэля Лора. Впервые исполнен был в 1869.

## Текст насесото
Lesōthō, fatše la bo ntata rōna,
Ha ra mafatše le letle ke lona.
Ke moo re hlahileng,
ke moo re hōlileng,
rea le rata.
Mōlimō, aku bōlōke Lesōthō,
u felise lintoa le matšoenyeho!
Oho, fatše lena
la bo ntata rōna,
le be le khotso.

## Буквальный перевод
Лесото, страна отцов наших,
среди всех стран самая прекрасная ты.
Здесь ты нас родила,
здесь ты нас вырастила,
мы любим тебя.
Боже, пожалуйста, храни Лесото,
прекрати все многочисленные войны!
О, эта страна
отцов наших
да пребудет она в мире.

## Внешние ссылки
- Страница гимна на сайте nationalanthems.info